# Calanthe flava
Calanthe flava är en orkidéart som först beskrevs av Carl Ludwig von Blume, och fick sitt nu gällande namn av Charles Morren. Calanthe flava ingår i släktet Calanthe och familjen orkidéer.

## Underarter
Arten delas in i följande underarter:
- C. f. flava
- C. f. rubra